# Philipp Ferdinand de Hamilton
Pour les articles homonymes, voir Hamilton.
Philipp Ferdinand de Hamilton est un peintre né à Bruxelles en 1664 mort à Vienne en 1750.

## Biographie
Né à Bruxelles, du peintre écossais de nature morte  James Hamilton, Philipp Ferdinand Hamilton avait deux frères peintres eux aussi : Karl Wilhelm dit Thistle Hamilton et Johann Georg. À partir de 1705, il fut peintre à Vienne de l'empereur romain germanique : Joseph Ier, puis de son successeur son frère Charles VI et enfin de la fille de ce dernier l'impératrice Marie-Thérèse.

## Œuvres
- Nature morte avec gibier, une huile sur toile de 48,5 x 61 cm datée de 1718 au Musée de l'Ermitage à Saint-Pétersbourg.
- Chouettes et cerf mort, Kunsthistorisches museum, Vienne, daté de 1720.
- Deux études de champignons de l'ancienne collection du peintre Eliot Hodgkin sont passées en vente chez Christie's Old Master and 19th Century Drawings, 14 juillet 2006, lot 78 et 79. Ces tableaux sont signés et suivis des initiales S. C. M. C. P. ce qui signifie en latin S(suae) C(aesareae) M(aiestatis) C(urtialis) P(ictor) : peintre de cour de sa majesté l'empereur romain.